# HIGH LANDER
『HIGH LANDER』（ハイランダー）は1988年11月2日にCBS/SONY RECORDSから発売された爆風スランプ5枚目のオリジナル・アルバム。
カバー・アートワークは森和人。本作を最後にベーシスト、江川ほーじんが脱退。

## 収録曲
| 全作詞: サンプラザ中野（※特記以外）、全編曲: 爆風スランプ。 |                                                          |                              |                   |      |
| #                                                           | タイトル                                                 | 作詞                         | 作曲              | 時間 |
| 1.                                                          | 「耳たぶ」(※作詞: パッパラー河合／Vocal: パッパラー河合) | サンプラザ中野 （※特記以外） | パッパラー河合    | 1:34 |
| 2.                                                          | 「ハイランダー」                                         | サンプラザ中野 （※特記以外） | 本多たけし        | 4:53 |
| 3.                                                          | 「スパる」                                               | サンプラザ中野 （※特記以外） | 江川ほーじん      | 4:42 |
| 4.                                                          | 「月光」                                                 | サンプラザ中野 （※特記以外） | パッパラー河合    | 4:18 |
| 5.                                                          | 「Bitter Memories」                                      | サンプラザ中野 （※特記以外） | パッパラー河合    | 4:10 |
| 6.                                                          | 「ひどく暑かった日のラヴソング」                         | サンプラザ中野 （※特記以外） | パッパラー河合    | 3:35 |
| 7.                                                          | 「穴があったら出たい」(※作詞: 豊岡正志)                  | サンプラザ中野 （※特記以外） | 豊岡正志          | 3:51 |
| 8.                                                          | 「転校生は宇宙人」                                       | サンプラザ中野 （※特記以外） | ファンキー末吉    | 4:18 |
| 9.                                                          | 「きのうのレジスタンス」                                 | サンプラザ中野 （※特記以外） | 江川ほーじん      | 4:30 |
| 10.                                                         | 「Runner」                                               | サンプラザ中野 （※特記以外） | Newファンキー末吉 | 4:47 |
| 11.                                                         | 「THE BLUE BUS BLUES」                                   | サンプラザ中野 （※特記以外） | パッパラー河合    | 4:54 |
| 12.                                                         | 「目ん玉」(※作詞: パッパラー河合／Vocal: パッパラー河合) | サンプラザ中野 （※特記以外） | パッパラー河合    | 1:55 |
| 合計時間:                                                   | 合計時間:                                                | 合計時間:                    | 47:27             |      |

## 曲解説
1. 耳たぶ
ヴォーカル：パッパラー河合
  - 12曲目の「目ん玉」とメロディが同じである。
2. ハイランダー
  - 歌詞にバブルによる土地の高騰、アパルトヘイトが盛り込まれている。
3. スパる
  - 原発問題を揶揄した歌。
  - タイトルは谷村新司の『昴 -すばる-』のパロディで、曲中で同曲の歌詞も使用されている。
4. 月光
13thシングル
5. Bitter Memories
6. ひどく暑かった日のラヴソング
11thシングル
7. 穴があったら出たい
元々スーパースランプの楽曲で豊岡正志はバンド・リーダー。
同バンドメンバーだったデーモン小暮がソロアルバム『好色萬声男』でカバーしている。
8. 転校生は宇宙人
「ひどく暑かった日のラヴソング」B面曲。1988年6月-7月にNHK「みんなのうた」でオンエア。
9. きのうのレジスタンス
10thシングル。映画「木村家の人びと」主題歌。
10. Runner
12thシングル
11. THE BLUE BUS BLUES
「Runner」B面曲
アマチュア時代の機材車、通称「おおきくってスイマセン号[1]」に対する思い入れを歌った楽曲。
タイトルに「BLUES」とあるが、実はアップテンポの楽曲。
12. 目ん玉
ヴォーカル：パッパラー河合